# U 907
U 907 war ein von der Kriegsmarine im Zweiten Weltkrieg eingesetztes U-Boot vom Typ VII C, das von den Briten im Rahmen der Operation Deadlight versenkt wurde. Zuvor ereignete sich ein besonderer Vorfall auf diesem Boot.

## Mannschaft
Marineintern hatte das Boot den Spottnamen „Nazi-Boot“, weil der Kommandant Servais Cabolet einen sogar für damalige Verhältnisse übertriebenen und fanatischen Nationalsozialismus pflegte. Der SA-Mann und Träger des Tyr-Runen-Abzeichens rekrutierte nicht nur die Offiziere und die meisten der Unteroffiziere aus dem Kreis seiner ehemaligen Kameraden der Marine-SA, sondern wählte auch als Turmwappen die Tyr-Rune und das Hakenkreuz als Zeichen seiner Verbundenheit mit der SA und mit dem Nationalsozialismus.
Den höchsten Mannschaftsdienstgrad hatte der Obersteuermann Karl Jäckel inne. Im Gegensatz zu dem Kommandanten Servais Cabolet, der ohne große U-Boot-Erfahrung eingesetzt wurde, galt Karl Jäckel als nautisch besonders erfahren.

## Einsätze und Ende
Die erste Feindfahrt absolvierte U 907 als Wetterschiff im Nordatlantik.
Die zweite Feindfahrt vom 29. April 1945 bis zum 5. Mai 1945 wurde nach dem offiziellen Bericht wegen eines Maschinenschadens abgebrochen.
Danach wurde U 907 bis zu dem Ende des Krieges (8. Mai 1945) nicht mehr vor dem Feind eingesetzt.
Neuere Erkenntnisse geben ein anderes Bild von den Gründen des Fahrtabbruchs. Demzufolge konnte der Kommandant Cabolet keine Versenkungserfolge vorweisen und kam, durch seinen  Ehrgeiz angespornt, in norwegischen Gewässern auf die Idee, kleine Fischereifahrzeuge zu versenken und diese Versenkungen als Erfolge nach Berlin zu melden.
Dieses Vorhaben wurde jedoch vom Obersteuermann Jäckel verhindert. Cabolet empfand das als Sabotage und beschloss im Gegenzug, U 907 mitsamt der meuternden Mannschaft zu versenken. Nur er und seine ihm persönlich verbundenen Offiziere sollten entkommen. Aber auch in diesem Fall gelang es Jäckel, mit der Androhung von Waffengewalt, dieses Vorhaben zu verhindern.
Der Vorfall auf U 907 wurde vertuscht, um den Mythos der heldenhaften U-Boot-Fahrer nicht zu schädigen.
Nach der Kapitulation wurde U 907 unter Beteiligung von Karl Jäckel am 29. Mai 1945 in Bergen (Norwegen) der britischen Marine übergeben. Im Schlepp des britischen Bootes HMS Prosperous wurde es zu dem Marinestützpunkt Scapa Flow in Schottland gebracht und während der Operation Deadlight am 7. Dezember 1945 auf der Position 55° 17′ N, 5° 59′ W vor  Irlands Nordostküste versenkt.